# رخصة القيادة في جمهورية أيرلندا
في أيرلندا, تعتبر رخصة القيادة هي المستند الرسمي الذي يجيز لصاحبها تشغيل أنواع مختلفة من السيارات على الطرق التي يمكن للجمهور الوصول إليها. منذ 29 أكتوبر 2013, يتم إصدارها من قبل خدمة رخصة القيادة الوطنية (NDLS). وفقاً لمعايير رخصة القيادة الأوروبية, تفي جميع فئات الرخص المتاحة والرخصة المادية بمعايير الاتحاد الأوروبي لعام 2006.

## نقاط الجزاء
منذ عام 2002, وأيرلندا شأنها شأن دول الاتحاد الأوروبي الأخرى, نظام نقاط الجزاء لجرائم القيادة. إذا حصل السائق على 12 نقطة, يتم إلغاء ترخيصه لمدة 6 أشهر على الأقل.

## اقرأ أيضاً
رخصة القيادة البريطانية
جواز سفر إيرلندي